# Eno
Eno var en kommun i landskapet Norra Karelen i Finland. Kommunen hade 6 507 invånare (2008), på en yta av 1 088,27 km².
Den 1 januari 2009 förenades Eno jämte Pyhäselkä med Joensuu stad.
Eno var enspråkigt finskt.

## Politik

### Mandatfördelning i Eno kommun, valen 1976–2004
| 6 | 13 | 2 | 8 |  | 5 |

| 6 | 14 | 9 |  | 5 |

| 5 | 14 | 2 | 9 | 5 |

| 3 | 11 |  | 8 | 4 |

| 4 | 12 |  | 6 | 4 |

| 3 | 12 | 7 |  | 4 |

| 2 | 11 | 3 | 7 |  | 3 |

| 4 | 11 | 8 |  | 3 |

| 17 | 10 |

## Kända personer från Eno
- Kullervo Hurttia (1915–1953), finländsk sångare och skådespelare
- Mari Eder (1987–), finländsk skidskytt